# Jakob Heinrich von Lilienfeld
Jakob Heinrich (I.) von Lilienfeld (* 20. November 1716 in Addina, Estland; † 1. Juli 1785 in Riga) war ein baltischer Adelsmann, preußischer Kammerherr, Schriftsteller und Dichter.

## Leben
Seine militärische Ausbildung begann er etwa im Jahre 1733 im Landskadettenkorps in Sankt Petersburg. Von 1741 bis 1743 war er Gesandtschaftskavalier an der russischen diplomatischen Vertretung in Paris.
Infolge der Verbannung der Ehefrau seines älteren Bruders Karl Gustav d. J. nach Sibirien wurde er von seinem diplomatischen Posten abberufen. Er verzichtete auf eine Fortsetzung seines Dienstes in der kaiserlich-russischen Armee und wurde als Major verabschiedet. Danach lebte er auf den estländischen Gütern und siedelte sich 1746 in Neu-Oberpahlen an. Während seiner schriftstellerischen Tätigkeiten stand er in Verbindung mit den baltischen Aufklärern August Wilhelm Hupel, Friedrich Konrad Gadebusch und Christian David Lenz und entwickelte sich zu einem gesellschaftskritischen Schriftsteller, dem die Sozialreformen im Baltikum am Herzen lagen. Er war holsteinischer Etatsrat und später Geheimer Legitationsrat.

## Herkunft und Familie

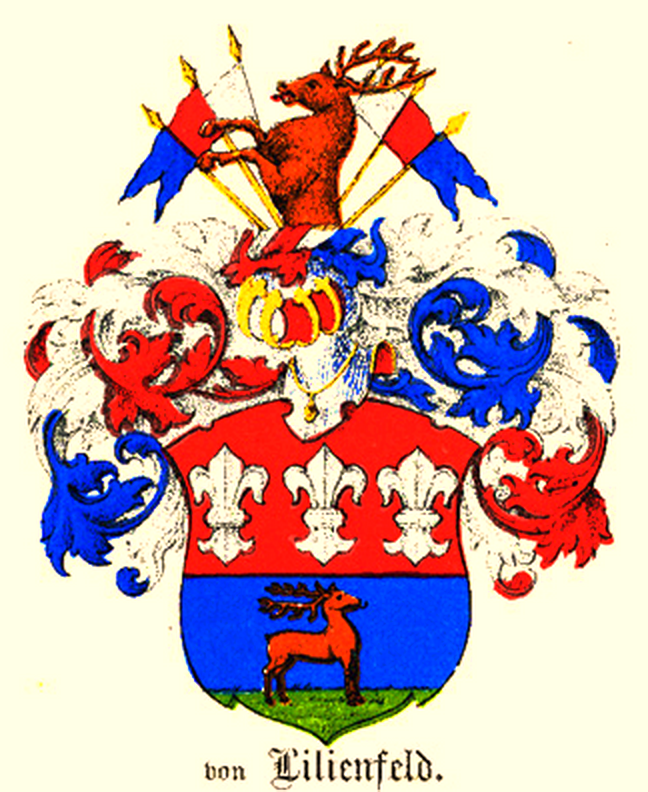
Wappen des Adelsgeschlechts Lilienfeld

Jakob Heinrich stammte aus der baltischen Adelsfamilie von Lilienfeld. Sein Vater war Karl Gustav (der Ältere) von Lilienfeld (1682–1738), der mit Sophie Gertrud von Rosencron verheiratet war. Der ältere Bruder Jakob Heinrichs war der russische Kammerherr Baron Karl Gustav (der Jüngere) von Lilienfeld (1711–1759). Jakob Heinrich heiratete 1746 Christina von Fick, sie war die Erbin von Neu-Oberpahlen und Kawershof, ihre Nachkommen waren:
- Helena Henriette von Lilienfeld (1747–1770)
- Peter von Lilienfeld (1749–1771)
- Margareth Sophie von Lilienfeld (* 1751)[5]
- Aurora Maria von Lilienfeld (1752–1810), ⚭ Karl Gustav von Rönne (1720–1786), russischer Generalleutnant
- Karl Magnus von Lilienfeld (1754–1835), Herr auf Neu-Oberpahlen, setzt den Stamm fort
- Christine Jakobine von Lilienfeld (1757–1824), ⚭ Friedrich von Sievers (1748–1823) war russischer Generalmajor

## Der europäische Gedanke
Die in seinem Werk Neues Staats-Gebäude aus dem Jahr 1767 beschriebene Idee eines europäischen Staatenbundes mit dem Ziel der zwischenstaatlichen friedlichen Streiterledigung vor einem europäischen Gerichtshof fand in der zeitgenössischen Staatsrechtswissenschaft lebhaften Widerhall, geriet dann aber in Vergessenheit und wurde erst 1997 wiederentdeckt. Der Kernpunkt seiner Vorstellung bestand darin, die damalige Willkür der Fürsten einzuschränken. Er entwarf einen Friedensentwurf für ein friedliches, freies und föderatives Europa, in dem ein Gerichtshof die Macht der Herrscher insoweit einschränken sollte, dass sie die Völker durch Auspressung und Kriegsfolgen nicht ruinieren können.

## Werke
- Werner Preuss (Hrsg.): Jakob Heinrich von Lilienfeld (1716–1785): Eine Auswahl aus seinen Werken. Taschenbuch. Röhrig Universitätsverlag, St. Ingbert 1997, ISBN 3-86110-137-8, 326 Seiten.
- Neues Staatsgebäude, in drei Bänden (Leipzig 1767) digitale-sammlungen.de
- 1758 wurde in Reval das fünfaktige Lustspiel Der Neujahrs-Wunsch von Jakob Heinrich von Lilienfeld gegeben, dieses Stück wurde im Baltikum sehr populär und Lilienfeld wird als der erste baltische Dramatiker bekannt. Er veröffentlichte 1766 das Stück „Uranie oder Die Verwandtschaft der Liebe und Freundschaft“,[7] weitere Werke waren:
- Die Stärke der Weltweisheit (handschriftliche Hinterlassenschaft)
- Versuch einer neuen Theodicee. Riga 1778.
- Abhandlungen über die Preisfrage der kaiserlichen Freien Ökonomischen Gesellschaft in Sankt Petersburg, betreffend des Eigentum und der Freiheit der Bauern.
- Aufsatz mit einem Plan, Livlands Glück zu befördern (1780 Livländische Ritterschaft vorgelegt)[8]